# Кавана, Дэрил
Дэрил Кавана (ирл. Daryl Kavanagh; 11 августа 1986, Клонмел) — ирландский футболист, нападающий клуба «Шемрок Роверс» .

## Карьера
Кавана подписал контракт с «Уотерфорд Юнайтед» после успешного выступления на молодёжный клуб Кэррик Юнайтед. После начального сезона он утвердился в первой команде. Серьёзная травма ноги остановила его развитие, но он вернулся в Высшую лигу с Кобн Рамблерс в июле 2008 года.
Он подписал контракт с «Уотерфорд Юнайтед» снова в июле 2010 года, придя из Лимерика, но его контракт с «Уотерфордом» был прекращен в конце сезона 2010 года из-за его поведения за пределами поля, а также алкогольной и наркотической зависимости. Кавана прошёл 28-дневный курс реабилитации 2010 году.
Он был в составе 18-ти футболистов FIFPro Winter Tournament 2011 года в Осло, в январе 2011 года. Кавана был признан лучшим игроком турнира.
Он подписал контракт с Сент-Патрикс Атлетик в январе 2011 года после удачного выступления на турнире FIFPro, беря себе 7 номер вместо Дэвида Макалистера , который ушёл из Святых в том же месяце и присоединиться к Шеффилд Юнайтед. Кавана забил свой первый гол за Святых в победном матче против Брей Уондерерс, в Leinster Senior Cup 14 марта 2011. В лиге Кавана впервые отличился 29 апреля 2011 года, в матче против Дроэда Юнайтед, забив два прекрасных гола.
Всего за сезон Кавана сыграл в 32 матчах и забил 7 голов.
В январе 2012 года Кавана подписал контракт с чемпионом Ирландии Шемрок Роверс.